# Textilní stávka v Lawrence
Textilní stávka v Lawrence, známá také jako stávka za chléb a růže, byla stávka přistěhovaleckých dělníků a dělnic v Lawrence ve státě Massachusetts v roce 1912, kterou vedli Industrial Workers of the World (IWW). Dne 1. ledna 1912 prosadila vláda státu Massachusetts zákon, který zkrátil pracovní dobu dělníků v přádelnách z 56 na 54 hodin týdně. O deset dní později zjistili, že spolu se snížením pracovní doby byla snížena i mzda. To vyprovokovalo stávku, která se rychle rozšířila po městě a zúčastnilo se jí více než dvacet tisíc dělníků a dělnic z téměř všech přádelen v Lawrence.
Stávka spojila dělníky více než 51 různých národností, z nichž mnozí neuměli moc dobře anglicky.[zdroj?] Velkou část stávkujících dělníků, včetně mnoha vůdců stávky, tvořili italští přistěhovalci. Stávka probíhala během kruté zimy a trvala více než dva měsíce – od ledna do března 1912. Taktéž předčila očekávání konzervativních odborů v rámci Americké federace práce (American Federation of Labor, AFL), že přistěhovalecké, převážně ženské a etnicky různorodé dělníky nelze organizovat. Když byla koncem ledna během protestu policií zabita stávkující Anna LoPizzo, byli organizátoři Joseph Ettor a Arturo Giovannitti z IWW obviněni ze spoluúčasti na vraždě a zatčeni.
Vedoucí představitelé IWW Bill Haywood a Elizabeth Gurley Flynnová přijeli do Lawrence, aby vedli stávku. Společně zorganizovali její významný krok, kterým bylo odeslání stovek hladových dětí stávkujících do solidárních rodin v New Yorku, New Jersey a Vermontu. Tento krok vzbudil sympatie široké veřejnosti, zejména poté, co policie zastavila další odjezd, což vedlo k násilnostem na vlakovém nádraží v Lawrence. Následovala slyšení v Kongresu, která vedla k odhalení šokujících podmínek v přádelnách a výzvám k jejich prošetření. Majitelé přádelen se brzy rozhodli se stávkujícími uzavřít smír a zaměstnancům v Lawrence a v celé Nové Anglii přidali až 20 %. Do roka se však IWW v Lawrence z velké části rozpadla.
Stávka v Lawrence bývá často označována jako stávka "Chléb a růže". Říká se jí také "stávka za tři bochníky". Výraz "chléb a růže" ve skutečnosti existoval již před stávkou, a to v básni Jamese Oppenheima, která byla publikována v časopise The American Magazine v prosinci 1911. V dělnickém sborníku z roku 1915 The Cry for Justice: An Anthology of the Literature of Social Protest od Uptona Sinclaira byla tato fráze připsána stávce v Lawrence a toto spojení se vžilo.

## Pozadí

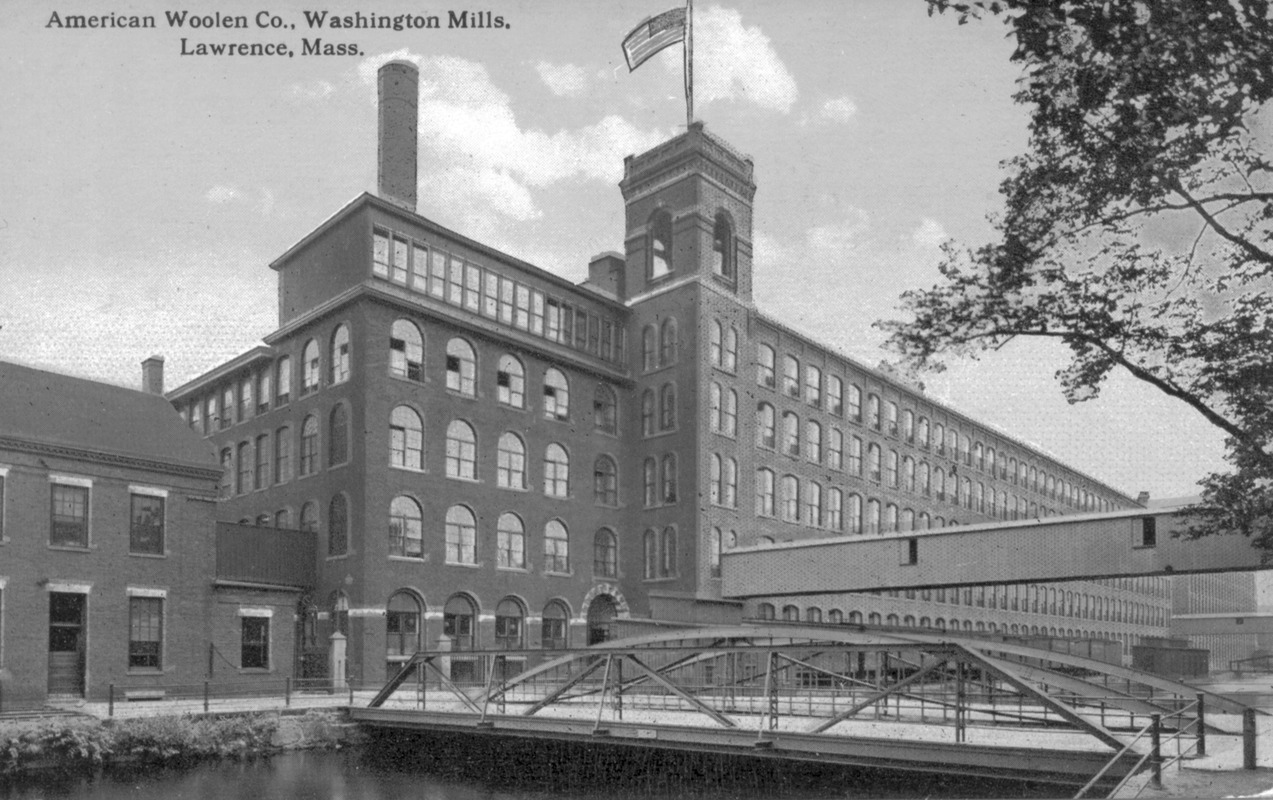
Pohlednice společnosti American Woolen Co., Washington Mills, Lawrence, Mass.

Město Lawrence bylo založeno v roce 1845 a bylo prosperujícím, ale velmi problémovým textilním městem. Do roku 1900 mechanizace v textilním průmyslu dospěla do stavu, kdy majitelé přádelen odstranili kvalifikované dělníky a zaměstnali velké množství nekvalifikovaných přistěhovalců, většinou žen. Práce v přádelnách byla vyčerpávající, repetitivní a nebezpečná. Přibližně třetina dělníků v textilkách zemřela před dosažením věku 25 let. Kromě toho v přádelnách pracovala řada dětí mladších 14 let. Polovinu dělníků ve čtyřech přádelnách společnosti American Woolen Company v Lawrence, která byla hlavním zaměstnavatelem v tomto odvětví a ve městě, tvořily ženy ve věku 14 až 18 let. Falšování rodných listů, které umožňovalo pracovat dívkám mladším 14 let, bylo v té době běžnou praxí. Lawrence měl v té době pátou nejvyšší dětskou úmrtnost ze všech měst v zemi, hned za čtyřmi dalšími továrními městy v Massachusetts (Lowell, Fall River, Worcester a Holyoke).
V roce 1912 zaměstnávaly přádelny v Lawrence při maximální kapacitě přibližně 32 000 mužů, žen a dětí. V desetiletí před stávkou se podmínky ještě zhoršily. Zavedení dvouvláknového systému v přádelnách vedlo k dramatickému zvýšení pracovního tempa. Větší výroba umožnila majitelům přádelen propustit velké množství dělníků. Ti, kteří si udrželi práci, vydělávali v průměru 8,76 dolaru za 56 hodin práce a 9,00 dolaru za 60 hodin práce.

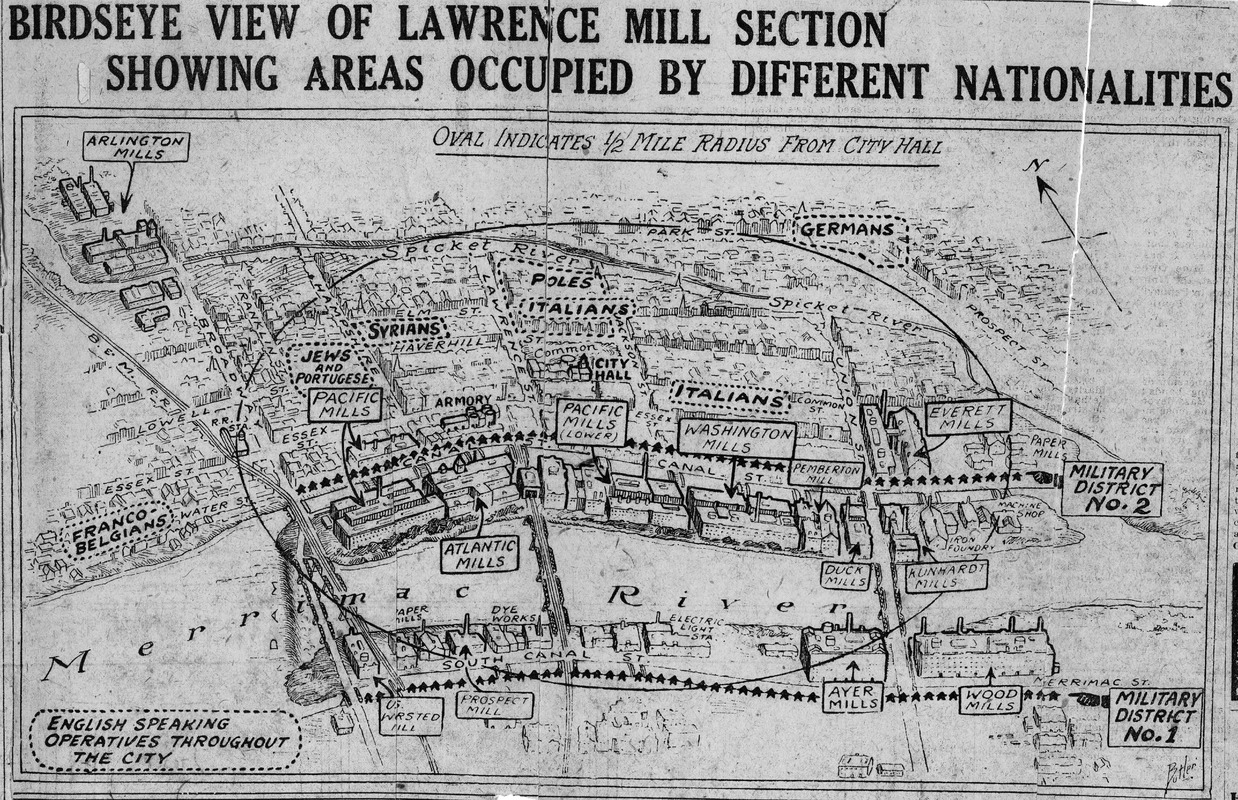
Mapa oblastí obývaných různými národnostmi v Lawrence v roce 1910.

Dělníci v Lawrence bydleli v přeplněných a nebezpečných bytových domech, kde často žilo mnoho rodin. Mnoho rodin přežívalo na chlebu, melase a fazolích; jak vypověděl jeden z dělníků před kongresovým vyšetřováním stávky v Lawrence v březnu 1912: "Když jíme maso, vypadá to jako svátek, zejména pro děti." Polovina dětí zemřela před dovršením šesti let a 36 % dospělých, kteří pracovali v přádelně, zemřelo před dovršením 25 let. Průměrná délka života byla 39 let.
Pozice v přádelnách byly rozděleny podle etnického klíče: většinu kvalifikovaných pracovních míst zastávali rodilí dělníci anglického, irského a německého původu, zatímco většinu nekvalifikované pracovní síly tvořili francouzsko-kanadští, italští, slovanští, maďarští, portugalští a syrští přistěhovalci. Několik tisíc kvalifikovaných dělníků bylo alespoň teoreticky členy odborové organizace United Textile Workers spadající do Americké federace práce, ale jen několik stovek z nich platilo příspěvky. Industrial Workers of the World se mezi dělníky v Lawrence organizovali již pět let, ale měli jen několik stovek skutečných členů.

## Stávka

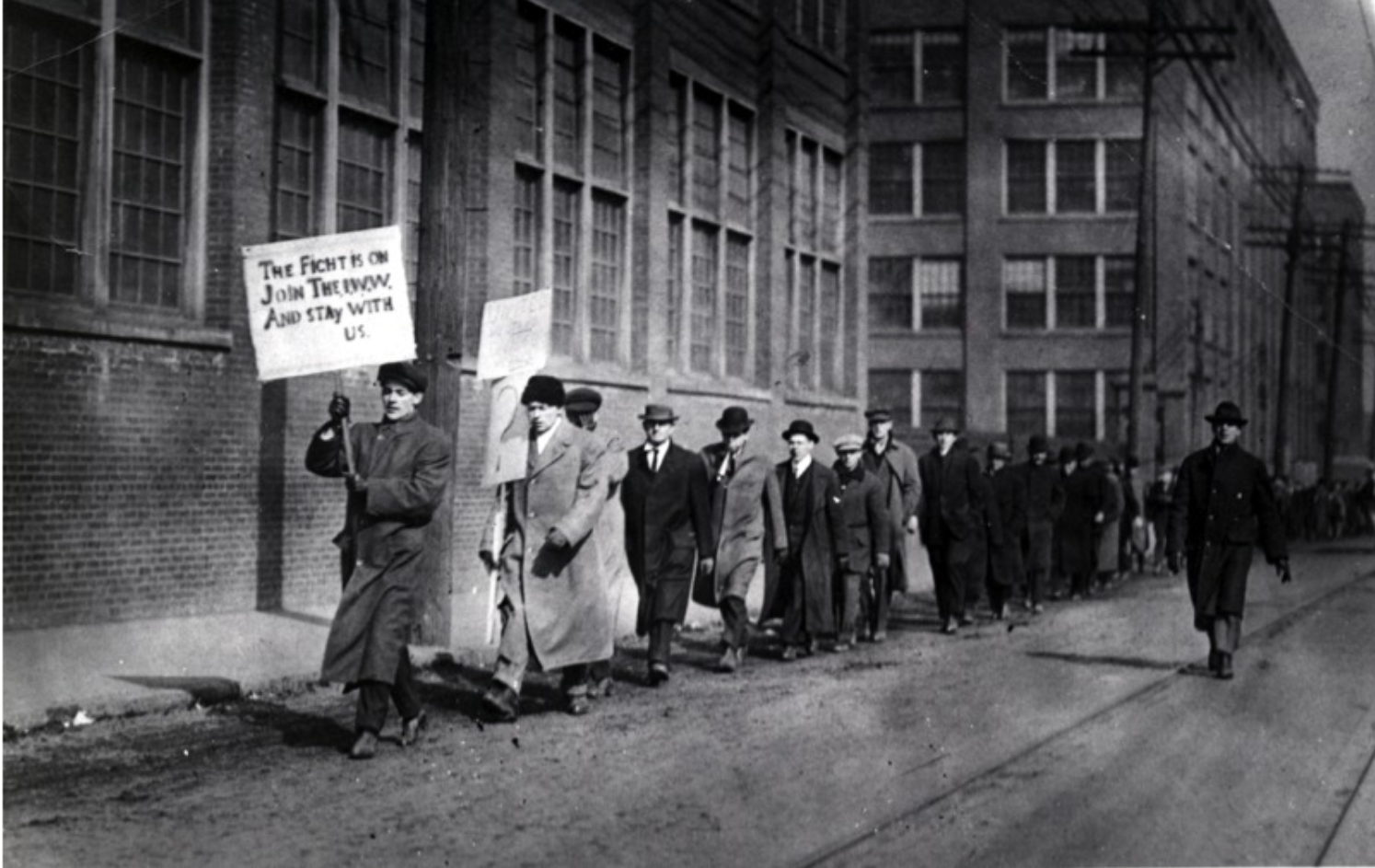
Dělníci demonstrují před textilkou na začátku stávky.

1. ledna 1912 vstoupil v Massachusetts v platnost nový pracovní zákon, který zkrátil pracovní týden z 56 hodin na 54 hodin pro ženy a děti. Zaměstnanci se proti tomuto zkrácení postavili, pokud by jim snížilo týdenní mzdu. První dva týdny roku 1912 se odbory snažily zjistit, jak se majitelé přádelen s novým zákonem vypořádají. Dne 11. ledna skupina polských textilních dělnic v Lawrence zjistila, že jim zaměstnavatel v přádelně Everett Mill snížil mzdu o 0,32 dolaru, a odešla.[zdroj?]
12. ledna zjistily dělnice v přádelně společnosti American Woolen Company, že jim byly sníženy mzdy. Na tuto událost byly připraveny několikatýdenními diskusemi a odešly s výzvou "krátká mzda, všichni ven".
Joseph Ettor z IWW se v Lawrence organizoval již nějakou dobu před stávkou; spolu s Arturem Giovannittim z Italské socialistické federace Americké socialistické strany se rychle ujali vedení stávky tím, že vytvořili stávkový výbor složený z 56 lidí, čtyř zástupců čtrnácti národností, který převzal odpovědnost za všechna důležitá rozhodnutí. Výbor, který zajistil překlady svých stávkových schůzí do 25 různých jazyků, předložil řadu požadavků: zvýšení mezd o 15 % při 54hodinovém pracovním týdnu, dvojnásobné odměny za práci přesčas a zákaz diskriminace pracovníků za jejich stávkovou činnost.

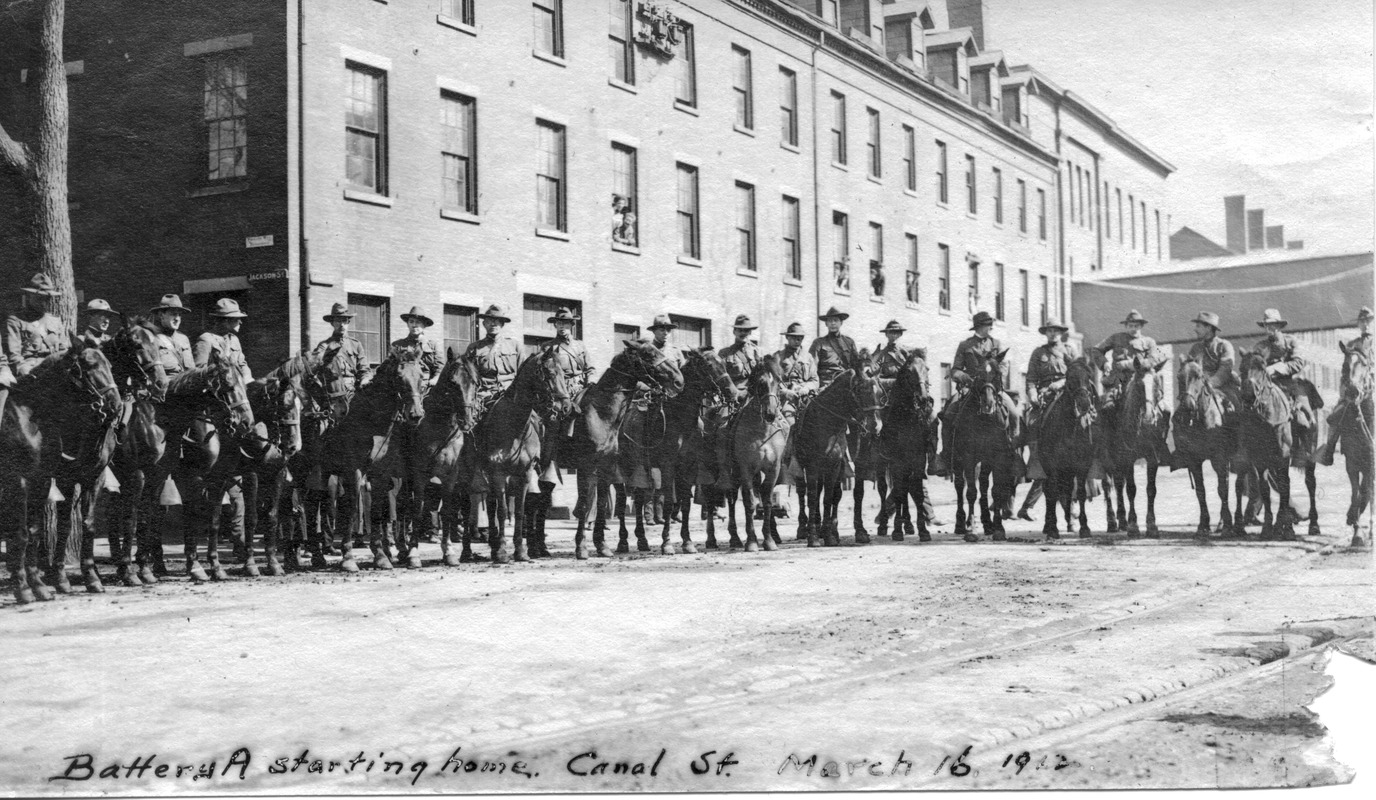
Massachusettská národní garda na koních během stávky.

Město na stávku reagovalo tím, že poprvé ve své historii rozeznělo městský poplašný zvon; starosta nařídil, aby v ulicích hlídkovala místní domobrana. Majitelé přádelen následně obrátili požární hadice proti demonstrantům shromážděným před přádelnami, a ti na to reagovali házením ledu na přádelny, čímž rozbili několik oken. Soud odsoudil 24 dělníků k jednomu roku vězení za házení ledu. Soudce prohlásil: "Jediný způsob, jak je naučit dobrému chování, je udělit jim ty nejpřísnější tresty." Guvernér Eugene Foss poté nařídil povolat státní domobranu a státní policii. Následovalo hromadné zatýkání.
Současně se stávku pokusila přerušit organizace United Textile Workers (UTW), která tvrdila, že mluví za dělníky z Lawrence. Stávkující dělníci UTW ignorovali, protože IWW úspěšně sjednotila dělníky za národnostně zaměřené vůdce, kteří se snažili hájit Ettorovo poselství, aby se na demonstraci vyhnuli násilí. Ettor nepovažoval zastrašování dělníků, kteří se snažili dostat do přádelen, za porušení míru.

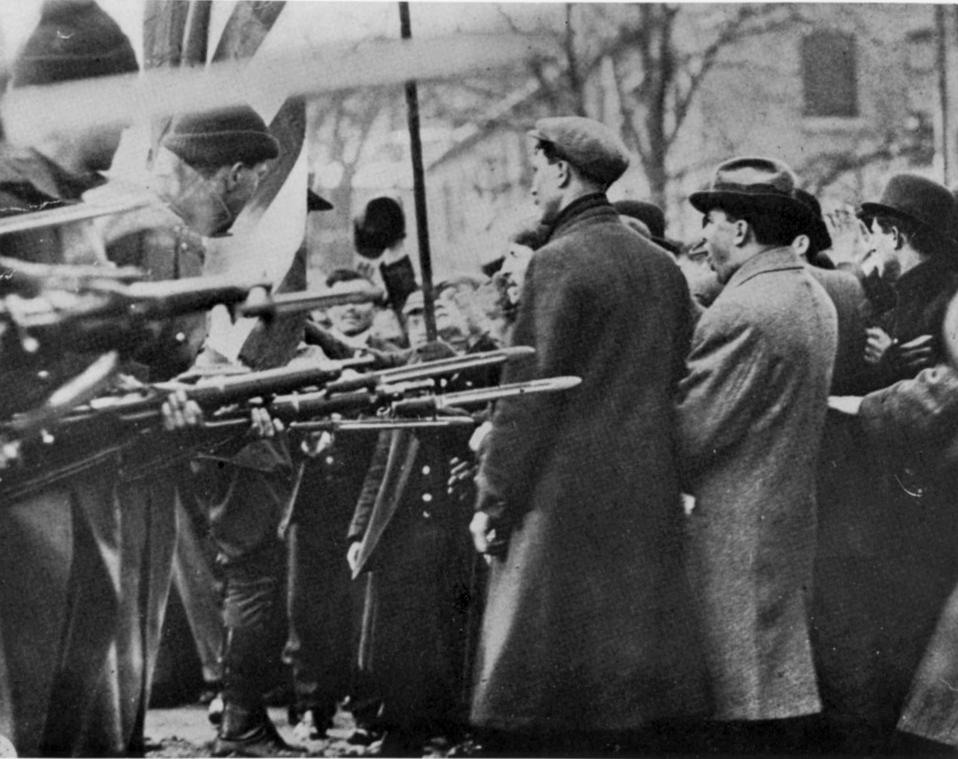
Střet mezi státní domobranou s bajonety a neozbrojenými dělníky.

IWW byla úspěšná i u dělníků sdružených v AFL, protože hájila nároky všech dělníků ze všech přádelen. Naopak AFL a majitelé přádelen dávali přednost tomu, aby jednání probíhala mezi jednotlivými přádelnami a jejich vlastními dělníky. Nicméně Oliver Christian, národní tajemník Asociace tkalců a sám člen AFL, prohlásil, že John Golden, prezident UTW se sídlem v Massachusetts, podle něj škodí věci odborového hnutí.[zdroj?] Toto prohlášení a chybné kroky vlastníka přádelen Williama Madisona Wooda rychle změnily nálady veřejnosti ve prospěch stávkujících.
Místní hrobař a člen školní rady v Lawrence se pokusili nastrčit vedení stávky tím, že týden po zahájení stávky nastražili na několika místech ve městě dynamit. Dostal pokutu 500 dolarů a byl propuštěn bez trestu odnětí svobody. Později se ukázalo, že William M. Wood, prezident společnosti American Woolen Company, krátce před nalezením dynamitu zaplatil obžalovanému nevysvětlenou vysokou částku.
Později úřady obvinily Ettora a Giovannittiho jako spolupachatele vraždy za smrt stávkující Anny LoPizzo, kterou pravděpodobně zastřelila policie. Ettor a Giovannitti přitom byli o 3 míle (4,8 km) dál, kde hovořili s jinou skupinou dělníků. Společně s třetím obviněným, který v době zatčení o Etorovi ani Giovannittim vůbec neslyšel, byli po dobu stávky a několik měsíců po ní drženi ve vězení. Úřady vyhlásily stanné právo, zakázaly všechna veřejná shromáždění a povolaly dalších 22 rot domobrany, aby hlídaly ulice. Studenti Harvardu byli dokonce osvobozeni od závěrečných zkoušek, pokud souhlasili s tím, že tam půjdou a pokusí se stávku přerušit.

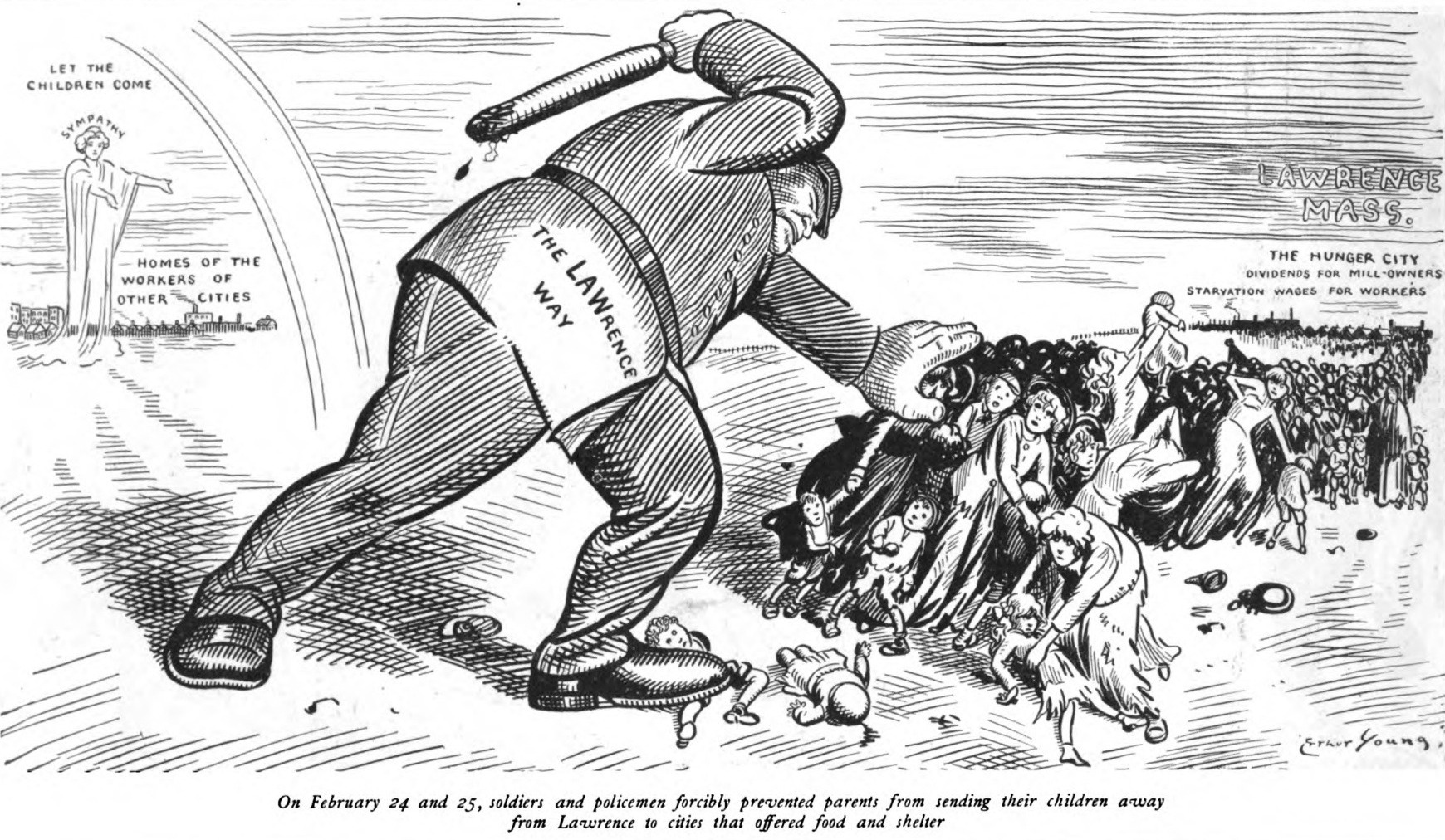
Politická karikatura The Lawrence Way od Arta Younga s titulkem: "24. a 25. února vojáci a policisté násilím bránili rodičům posílat děti z Lawrence do měst, která nabízela jídlo a přístřeší."

IWW reagovala vysláním Billa Haywooda, Elizabeth Gurley Flynnové a řady dalších organizátorů do Lawrence. Haywood se na každodenních záležitostech stávky podílel jen málo. Místo toho se vydal do dalších textilních měst Nové Anglie ve snaze získat finanční prostředky pro stávkující v Lawrence, což se ukázalo jako velmi úspěšné. Dalé vytvořil účinný systém výborů pro pomoc stávkujícím, vývařoven a stanic pro rozdělování potravin. Lékařskou péči pak poskytovali dobrovolní lékaři. IWW shromažďovala finanční prostředky na celostátní úrovni, aby stávkujícím poskytla týdenní dávky. Zajistila také, aby několik set dětí po dobu stávky odjelo do domovů podporovatelů v New Yorku. Dne 24. února se však městské úřady pokusily zabránit odjezdu další stovky dětí do Filadelfie tím, že poslaly na stanici policii a domobranu, aby děti zadržely a zatkly jejich rodiče. Policie následně začala děti i jejich matky bít holemi a odvlekla je na nákladní auto, přičemž jedna těhotná matka potratila. Tisk, který byl na místě a událost fotografoval, o útoku obsáhle informoval. Když navíc ženy a děti odvedli k policejnímu soudu, většina z nich odmítla zaplatit vyměřenou pokutu a místo toho zvolila vězeňskou celu, některé s dětmi v náručí.

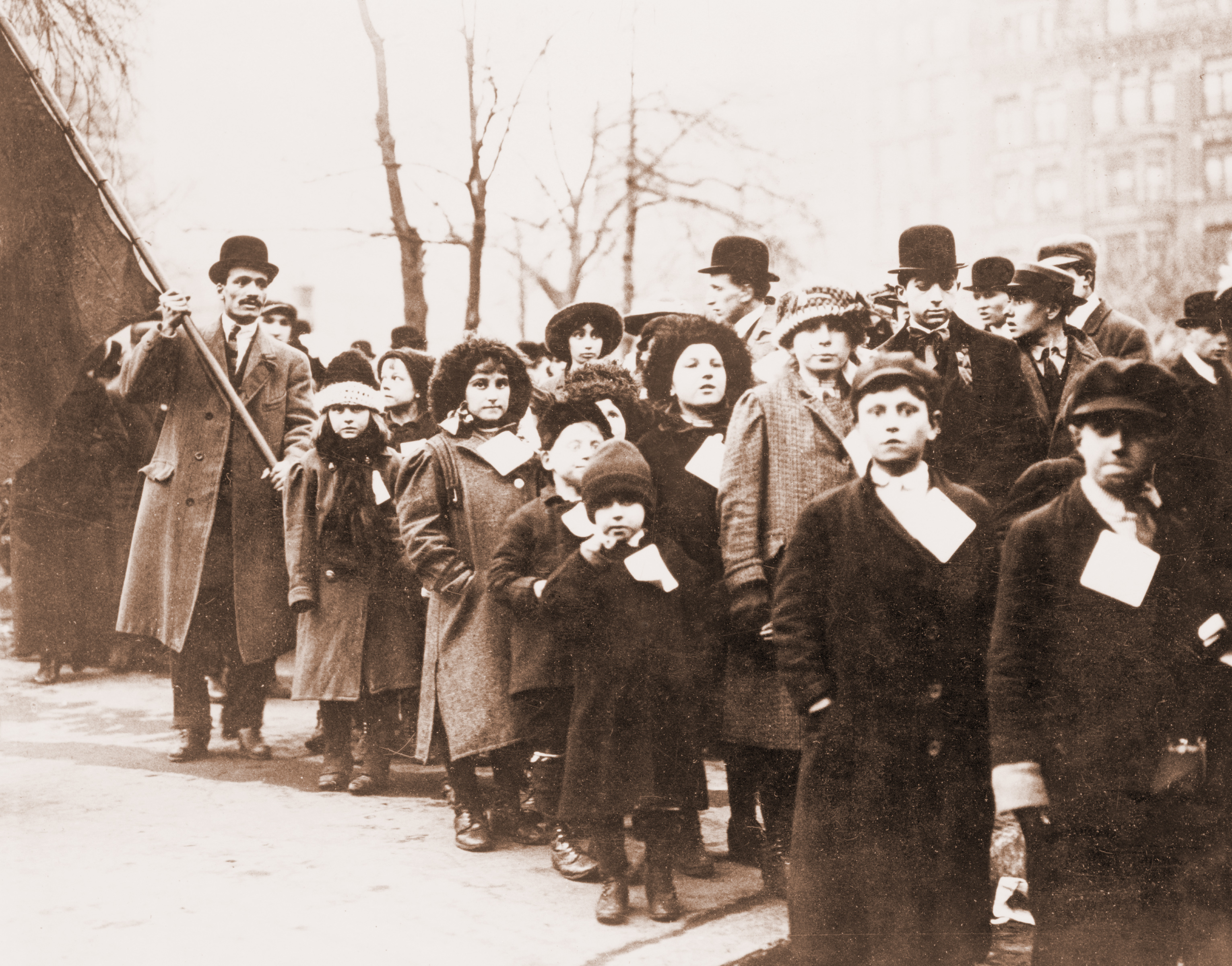
Rodiče posílají své děti k příznivcům do jiných měst.

Policejní zásah proti matkám a dětem z Lawrence přitáhl pozornost celého národa, zejména první dámy Helen Herron Taftové, manželky prezidenta Williama Howarda Tafta. Brzy se Sněmovna reprezentantů i Senát pustily do vyšetřování stávky. V prvních březnových dnech vyslechl zvláštní výbor Sněmovny reprezentantů svědectví některých dětí stávkujících, různých městských, státních a odborových úředníků. Nakonec obě komory zveřejnily zprávy s podrobnými informacemi o podmínkách v Lawrence.
Děti dělníků byly přivedeny do domů příznivců textilní stávky v Lawrence. S pomocí Haywooda a Flynna zorganizovali tito dva lidé sbírku pro děti stávkujících. Kromě toho začaly děti vytvářet stávkové shromáždění, aby poukázaly na strádání a boj, k němuž dochází v přádelnách v Lawrence. Stávky probíhaly od Vermontu až po New York; tyto děti usilovaly o to, aby byly vidět a slyšet, kamkoli se dostanou.
Celostátní ohlas nakonec způsobil, že majitelé 1. března nabídli zvýšení mezd o 5 %. Zaměstnanci to však odmítli. Společnost American Woolen Company souhlasila s většinou požadavků stávkujících 12. března 1912. Stávkující požadovali ukončení systému prémií, v němž byla část jejich výdělku podmíněna měsíční výrobou a docházkou. Ústupek majitelů přádelen spočíval ve změně přiznávání prémií z jednou za čtyři týdny na jednou za dva týdny. Do konce měsíce je následovali i ostatní výrobci. Ostatní textilní společnosti v celé Nové Anglii je následovaly, aby se vyhnuly podobné konfrontaci.[zdroj?]
Děti, kterých se v New Yorku ujali jejich příznivci, se vrátily domů 30. března.[zdroj?]

## Následky

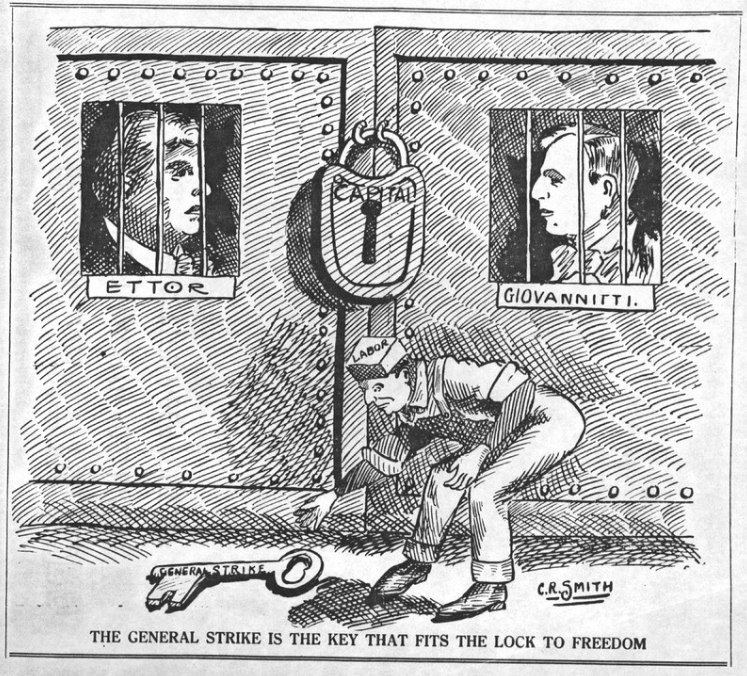
Politická karikatura, která vyzývá ke generální stávce za osvobození vůdců stávky Ettora a Giovannittiho.

Ettor a Giovanniti, oba členové IWW, zůstali ve vězení ještě několik měsíců po skončení stávky. Haywood pohrozil generální stávkou, aby se domohl jejich svobody, a zvolal: "Otevřete brány vězení, nebo zavřeme brány přádelen." IWW vybrala na jejich obhajobu 60 000 dolarů a na jejich podporu pořádala demonstrace a masová shromáždění po celé zemi; bostonské úřady zatkly všechny členy výboru na obranu Ettora a Giovannittiho. Dne 10. března 1912 se v Lawrence sešlo odhadem 10 000 protestujících, kteří požadovali propuštění Ettora a Giovannittiho. 30. září pak 15 000 zaměstnanců společnosti Lawrence vyhlásilo jednodenní stávku, ve které požadovali propuštění Ettora a Giovannittiho. Švédští a francouzští dělníci navrhli bojkot vlněného zboží z USA a odmítli nakládat lodě, které tam směřovaly, a italští stoupenci Giovannittiho se shromáždili před americkým konzulátem v Římě.
Mezitím se Ernest Pitman-l, stavební podnikatel z Lawrence, který odvedl rozsáhlou práci pro American Woolen Company, přiznal okresnímu prokurátorovi, že se zúčastnil schůzky v bostonských kancelářích textilky z Lawrence, kde se vytvářel plán na očernění odborů pomocí nastražení dynamitu. Když byl Pitman krátce poté předvolán k soudu, aby vypovídal, spáchal sebevraždu. Wood, majitel společnosti American Woolen Company, byl formálně zproštěn viny.

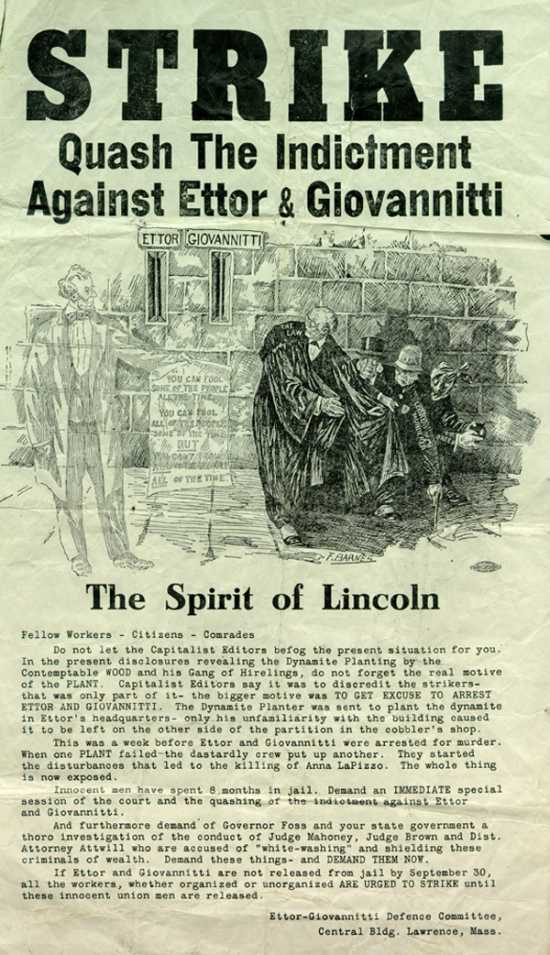
Leták distribuovaný v Lawrence, září 1912.

Když v září 1912 začal v Salemu před soudcem Josephem F. Quinnem proces s Ettorem a Giovannittim a třetím obžalovaným Giuseppem Carusem, obviněným z výstřelu, který zabil účastnici demonstrace, byli všichni tři obžalovaní drženi v ocelových klecích v soudní síni. Všichni svědci vypověděli, že Ettor a Giovannitti byli na míle daleko a že třetí obžalovaný Caruso byl v době vraždy doma a večeřel.
Ettor i Giovannitti přednesli na konci dvouměsíčního procesu závěrečné řeči. Ettor se při závěrečné řeči otočil a postavil se čelem k okresnímu prokurátorovi:
Věří pan Ateill alespoň na okamžik, že šibenice nebo gilotina někdy vyřešily nějakou myšlenku? Nikdy nevyřešily. Pokud nějaká myšlenka může žít, žije proto, že ji dějiny uznaly za správnou. A to, co bylo v jednom věku považováno za ideu představující společenský zločin, se v dalším věku stalo náboženstvím lidstva. Ať už jsou mé sociální názory jakékoliv, jsou takové, jaké jsou. Nelze je soudit v této soudní síni.
Všichni tři obžalovaní byli 26. listopadu 1912 zproštěni viny.
Stávkující však v následujících letech ztratili téměř všechny vydobyté výhody. IWW, která pohrdala písemnými smlouvami, protože nabádaly dělníky, aby se vzdali každodenního třídního boje, tak nechala majitele přádelen, aby seškrtali zlepšení mezd a pracovních podmínek, propouštěli odborářské aktivisty a nasazovali špiony, kteří na dělníky dohlíželi. Vytrvalejší majitelé propouštěli další zaměstnance v době krize v průmyslu.
V té době se IWW zaměřila na podporu dělníků hedvábnického průmyslu v Patersonu ve státě New Jersey. Stávka za hedvábí v Patersonu v roce 1913 byla poražena.[zdroj?]

## Oběti
Zásah si vyžádal nejméně tři oběti:
- Anna LoPizzo, italská imigrantka, která byla postřelena do hrudníku během střetu mezi stávkujícími a policií.[44][45]
- John Ramey, syrský mladík, kterého domobrana probodla bajonetem.[46][47][48]
- Jonas Smolskas, litevský přistěhovalec, který byl několik měsíců po skončení stávky ubit k smrti za to, že měl na klopě odznak podporující zaměstnance.[49][50]

## Závěr a historický odkaz
Po skončení stávky obdrželi dělníci několik požadavků, které byly stanoveny mezi dělníky a majiteli přádelen. Někteří dělníci se vrátili k práci v přádelnách a "jiní přicházeli a odcházeli, snažili se najít jinou práci, neuspěli a znovu se vraceli k hudbě člunkového tkacího stroje". I po skončení stávky probíhala v jiných státech řada dalších stávek, které se týkaly různých přádelen. "Dne 12. ledna 1913 uspořádala IWW v Lawrence oslavu výročí", což byla jedna z posledních oslav na několik let. Stávka v roce 1912 byla první z mnoha stávek, které v polovině 20. století vyústily ve vytlačení textilního průmyslu z Nové Anglie.[nenalezeno v uvedeném zdroji] Dne 9. února 2019 senátorka Elizabeth Warrenová na místě stávky oficiálně oznámila svou kandidaturu na prezidentku Spojených států.